# استان مانوس
مانوس کوچکترین استان کشور پاپوآ گینه نو با ۲٬۱۰۰ کیلومتر مربع مساحت می‌باشد، با این وجود دارای ۲۲۰٬۰۰۰ کیلومتر مربع پهنه آبی است. مرکز این استان لورنگائو است. طبق سرشماری سال ۲۰۱۱ میلادی ۵۰٬۳۲۱ نفر در این استان زندگی می‌کنند.

## تقسیمات
این استان فقط از ۱ منطقه تشکیل شده‌است و این منطقه دارای ۱۲ فرمانداری محلی است. لازم است ذکر شود که هر فرمانداری محلی، در زمان آمار گیری به چند بخش تقسیم می‌شود.
| منطقه       | مرکز منطقه | نام فرمانداری محلی                             |
| ----------- | ---------- | ---------------------------------------------- |
| منطقه مانوس | لورنگائو   | فرمانداری محلی روستایی آئوآ-وووولو             |
| منطقه مانوس | لورنگائو   | فرمانداری محلی روستایی بالوپا                  |
| منطقه مانوس | لورنگائو   | فرمانداری محلی روستایی بیسیکانی-سوپریبئو کابین |
| منطقه مانوس | لورنگائو   | فرمانداری محلی روستایی للمادیه-بوپی            |
| منطقه مانوس | لورنگائو   | فرمانداری محلی شهری لورنگائو                   |
| منطقه مانوس | لورنگائو   | فرمانداری محلی روستایی لوس نگروس               |
| منطقه مانوس | لورنگائو   | فرمانداری محلی روستایی نالی سوپات-پنابو        |
| منطقه مانوس | لورنگائو   | فرمانداری محلی روستایی نیگوهرم                 |
| منطقه مانوس | لورنگائو   | فرمانداری محلی روستایی پوبوما                  |
| منطقه مانوس | لورنگائو   | فرمانداری محلی روستایی پوموتو-کورتی-آندرا      |
| منطقه مانوس | لورنگائو   | فرمانداری محلی روستایی راپاتونا                |
| منطقه مانوس | لورنگائو   | فرمانداری محلی روستایی تتیدو                   |